# Кустарниковый дукер
Кустарниковый дукер, или обыкновенный дукер, или антилопа-дукер, или степной дукер (лат. Sylvicapra grimmia) — антилопа из семейства полорогих. Единственный вид рода Sylvicapra. С родом Cephalophus, состоящим из 19 видов, составляет подсемейство дукеров. Видовое название дано в честь шведского натуралиста Хермана Никласа Грима (1641—1711).
Обитают обыкновенные дукеры в Чёрной Африке южнее Сахары, за исключением экваториальных лесов Конго и Африканского рога.
Обыкновенные дукеры — антилопы ростом от 50 см до 1 м и массой до 25 кг, самцы крупнее и имеют небольшие рожки (до 11 см).
Они могут долго переносить засуху, поглощая воду из травы и фруктов.
В неволе обыкновенные дукеры живут до 9—10 лет.
Охранный статус — наименьший риск (LC).